# Jorgensen-Nunatakker
Die Jorgensen-Nunatakker sind zwei Nunatakker in der antarktischen Ross Dependency. In der Queen Elizabeth Range des Transantarktischen Gebirges ragen sie aus einem vereisten Gebirgskamm auf, der sich vom Mount Picciotto in östlicher Richtung erstreckt.
Das Advisory Committee on Antarctic Names benannte sie 1966 nach Arthur E. Jorgensen (1933–2015), Meteorologe des United States Antarctic Research Program auf der Amundsen-Scott-Südpolstation im antarktischen Winter 1958.